# Upptäck rymden med Mulle Meck
Upptäck rymden med Mulle Meck är ett svenskt datorspel från 2004 som bygger på barnböckerna om Mulle Meck av George Johansson och Jens Ahlbom. Spelet utvecklades av Jens Ahlbom, George Johansson, Nikolina Gillgren, Niklas Billström på Pipistrello och distribuerades i Sverige av Levande Böcker.

## Handling och innehåll
Mulle Meck ärver ett observatorium och blir nyfiken om vad som finns där ute. Spelaren kan hjälpa Mulle bygga sitt rymdskepp från skrot och flyga ut i universum. Allteftersom Mulle hjälper olika människor med saker får han bättre och bättre delar till sitt rymdskepp och kan åka längre ut i universum.

## Rollista
- Lennart Jähkel – Mulle Meck
- Paula McManus – Doris Digital, Viola Wallmark
- Jonas Inde – Eric Erzon, Roboten
- Claire Wikholm – Daisy Diesel
- Anna Pettersson – Fiona Falk, Gabriella Gourmet
- Lars-Göran Persson – Sam Scribbler, Gaston Garçon, Winfried von Winkelhock
- Pelle Lind – Figge Ferrum
- Roger Westberg – Boris Borstj, Gårdon van Gågg

## Mottagande
Spelet fick ett gott mottagande av kritiker. Östgöta Correspondentens recensent Mats Ernofsson gav spelet 8 av 10 i betyg och hyllade i synnerhet grafiken, ljudet och skådespelarinsatserna och skrev "Trots att det är femte spelet i serien tycks kvaliteten och skaparglädjen aldrig sina. Med Upptäck rymden med Mulle Meck visar utvecklarna att flashig 3d-grafik inte krävs för att skapa bra spel. Man har skapat ett skönt spel med mycket fantasi och spelglädje. I detta finns en rejäl portion kunskap inbakad."